# مارینیو
مارینیو (به فرانسوی: Marignieu) یک کمون در فرانسه است که در canton of Virieu-le-Grand واقع شده‌است.

## خصوصیات
مارینیو ۳٫۵۵ کیلومترمربع مساحت و ۱۵۶ نفر جمعیت دارد و ۳۵۸ متر بالاتر از سطح دریا واقع شده‌است.